# Протести проти SOPA та PIPA

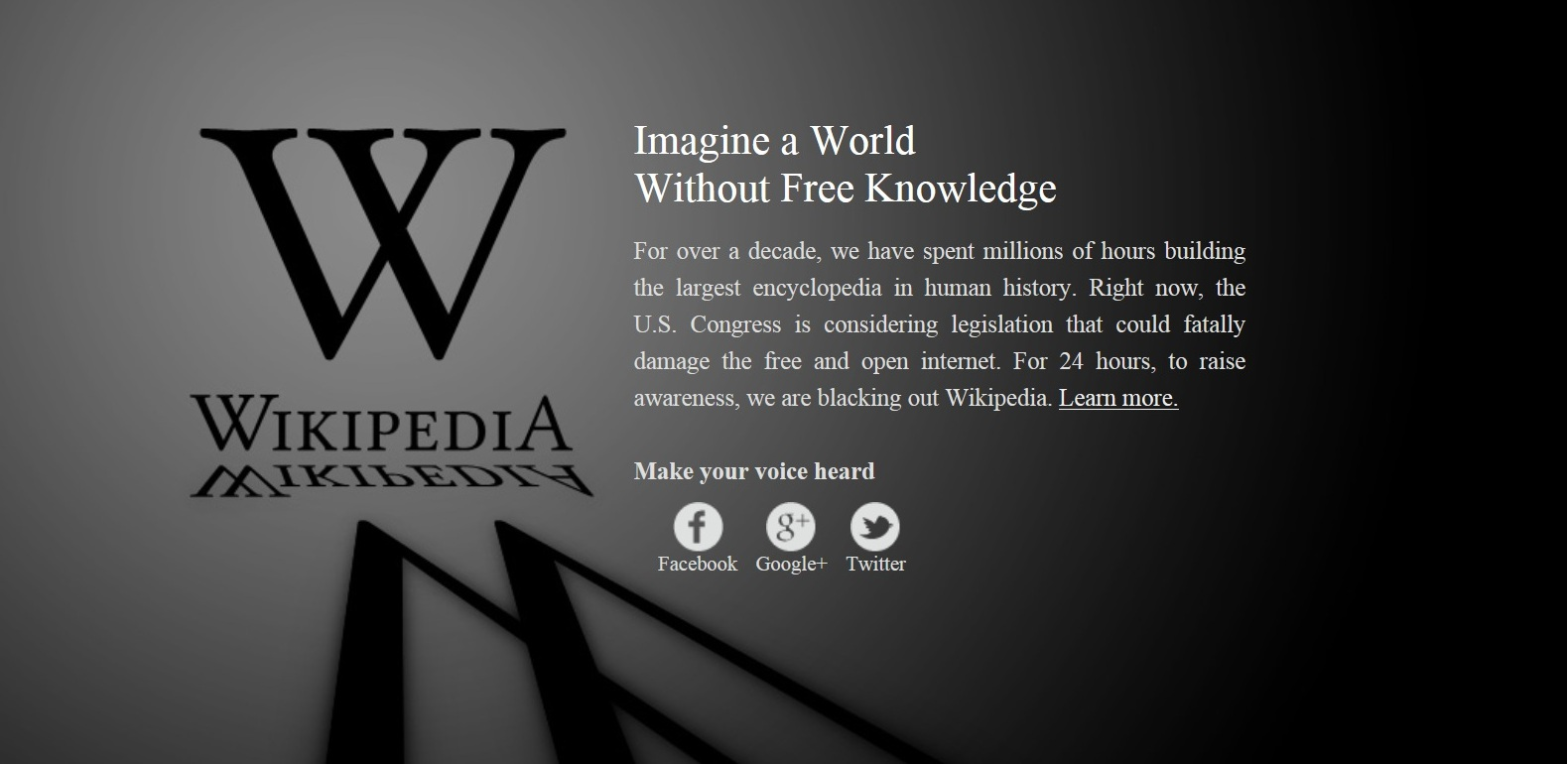
Спротив у Вікіпедії.
Так виглядала кожна сторінка Вікіпедії 18 січня 2012 року.

На знак протесту проти законопроєкту «Stop Online Piracy Act» (SOPA), який опрацьовувався у Конгресі США, розділ Вікіпедії англійською мовою 18 січня 2012 року було відключено на 24 години.

## Привід
На думку засновника Вікіпедії Джиммі Вейлза, закон, який збиралася прийняти влада США, поставив під загрозу майбутнє і свободу всього інтернету.
Страйк підтримала низка найбільших IT-компаній, зокрема Google, Twitter, Mozilla, Facebook, eBay .
Інші мовні розділи підтримали страйк публікацією інформаційних банерів. Повідомлення про протест на сторінках англійської Вікіпедії бачили більше 162 мільйонів чоловік .

## Наслідки
Страйк англійської Вікіпедії широко висвітлювалася в пресі такими компаніями як: ABC Australia, CBC, BBC, der Spiegel, Le Figaro, Le Monde, Libération, Fox News, The Guardian, Menafn, News Limited, Sky News, The Age, The Hindu, The New York Times, The Washington Post, The Wall Street Journal і The Times of India.
Наступного дня 18 сенаторів США з 100, включаючи 11 ініціаторів законопроєкту, заявили, що вони більше не підтримують законопроєкт, таким чином стало практично неможливим прийняття його Конгресом.